# Shakespeares Folio

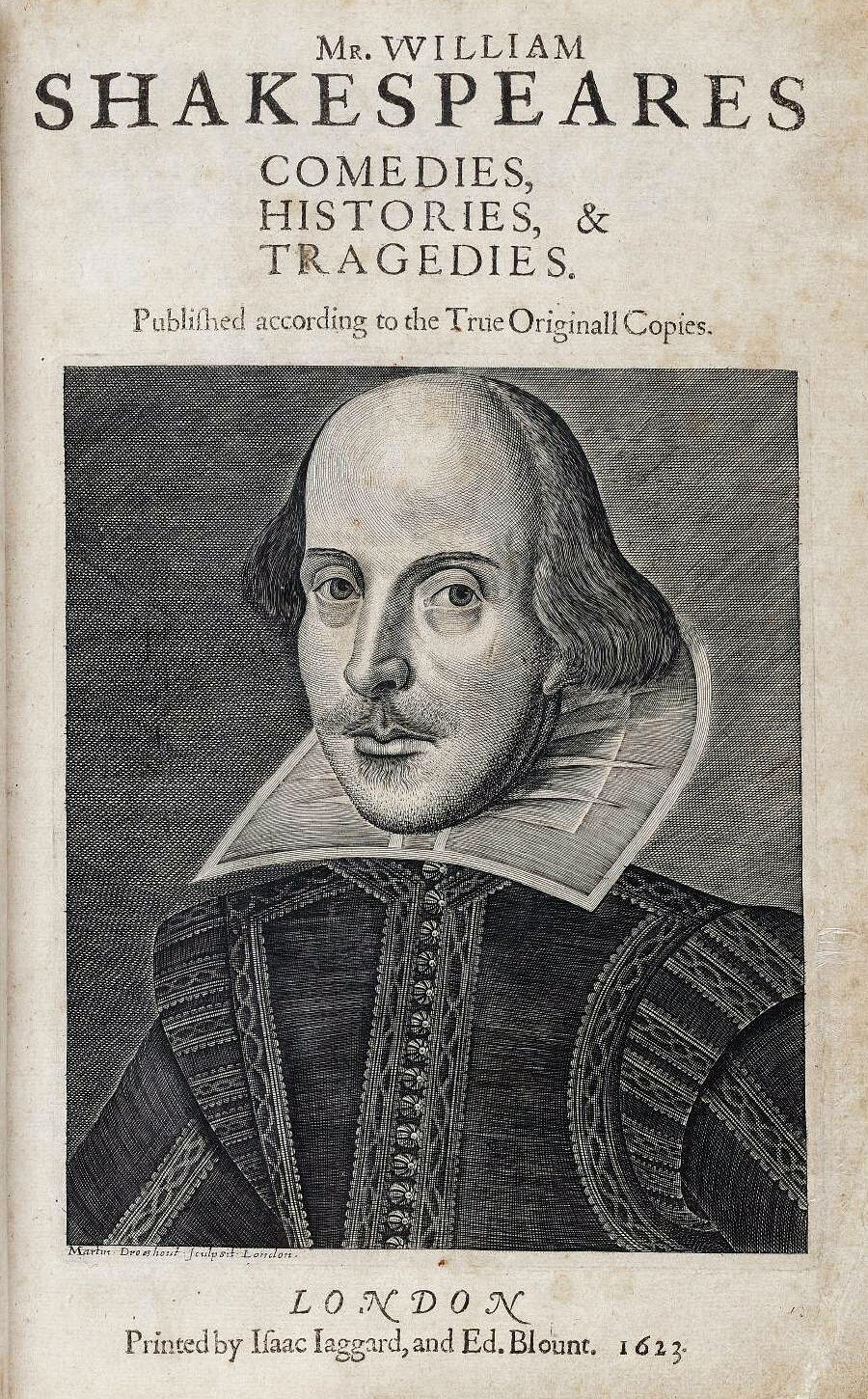
Titelseite der ersten Shakespeare-Folio-Ausgabe von 1623

Mr. William Shakespeares Comedies, Histories, & Tragedies ist die erste Gesamtausgabe von William Shakespeares Dramen, die 1623, sieben Jahre nach seinem Tod, im Folio-Buchformat mit einer Buchrückenhöhe von ca. 40 cm erschien. Sie wird auch als First Folio (Erste Folioausgabe) bezeichnet. Sie enthält insgesamt 36 Dramen von Shakespeare: 14 Komödien (Comedies), zehn Geschichtsstücke (Histories) und zwölf Tragödien (Tragedies).
Sie wurde herausgegeben von seinen Kollegen John Heminges und Henry Condell (die Schreibung der Namen ist unsicher und variierte schon damals, z. B. Iohn Heminge, Henrie Condell), denen Shakespeare besonders verbunden gewesen sein musste, denn er hatte ihnen in seinem Testament Geld zum Kauf von Trauerringen hinterlassen (Mourning rings waren bis ins 18. Jahrhundert hinein beliebte Schmuckstücke, die an Verstorbene erinnern sollten).

## Der Druck

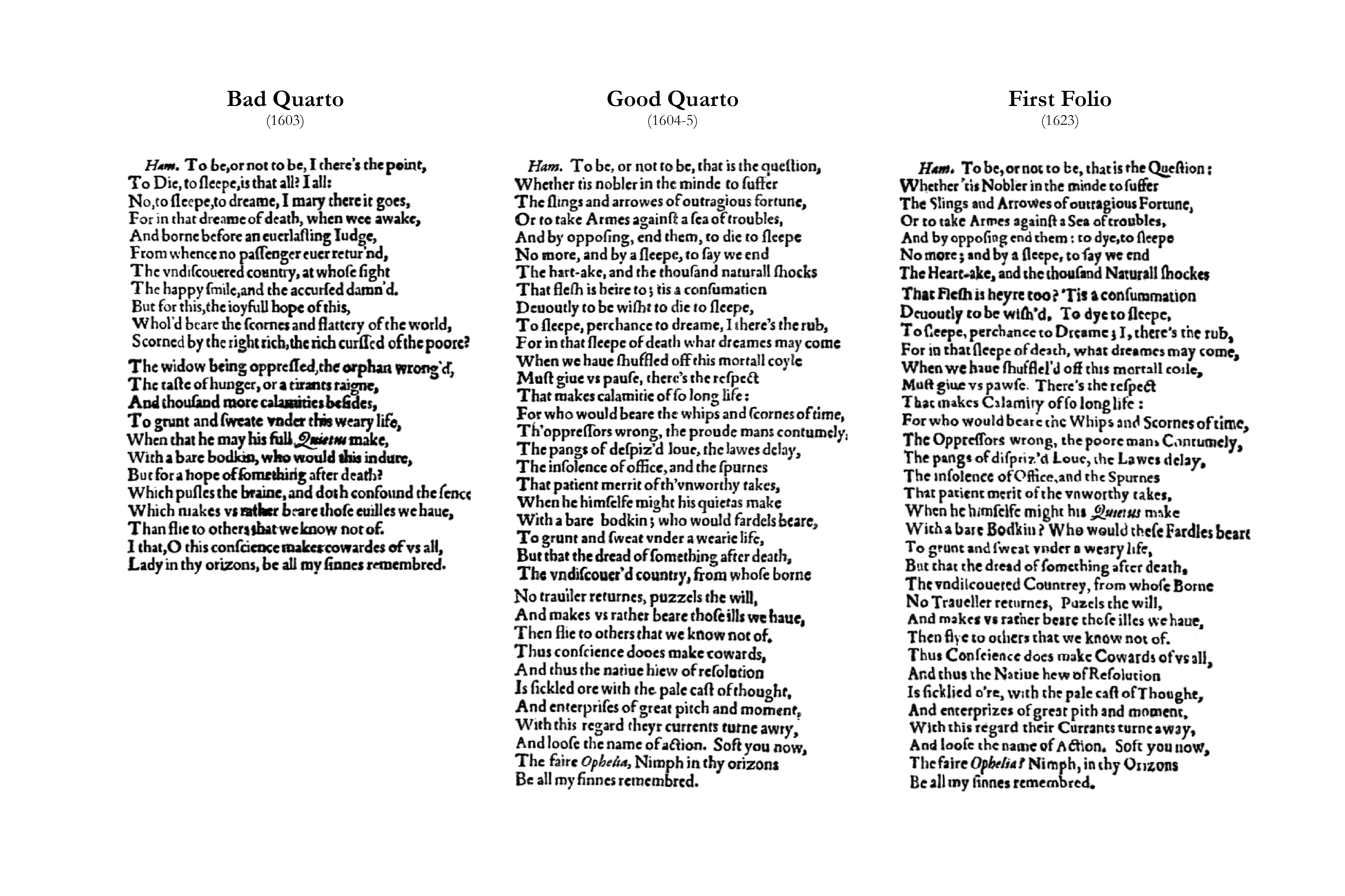
Vergleich der "Sein oder Nichtsein"-Sequenz in den ersten Ausgaben von Hamlet: Bad Quarto (1603), Good Quarto (1604) und First Folio (1623)

Die Folio-Ausgabe trug den Titel Mr. William Shakespeare’s Comedies, Histories and Tragedies und wurde in etwa 750 Exemplaren von William und Isaac Jaggard gedruckt und kostete 15 Schilling für ein ungebundenes Exemplar und 1 Pfund für eine gebundene Ausgabe. Es existieren heute noch 234 Exemplare, zwei Drittel davon in den USA und von diesen 82 in der Folger Shakespeare Library, Washington. Sechs Exemplare des First Folio befinden sich (Stand Oktober 2020) in Privatbesitz.
Es gibt nicht weniger als 40 verschiedene Varianten dieser ersten Folio-Ausgabe. Das ist eine Folge der damaligen Vorgehensweise bei der Herstellung. Während der Druck bereits lief, wurden die einzelnen Seiten Korrektur gelesen. Wurden Fehler erkannt, korrigierte man sie, verwendete aber die bereits fertigen, fehlerhaften Seiten mit. So sind die entstandenen Bände jeweils eine Mischung verschiedener korrigierter und unkorrigierter Seiten.
Heute gedruckte Faksimileausgaben werden im Idealfall aus den jeweils besten Seiten der noch vorhandenen Folio-Bände zusammengesetzt. Die wichtigste Ausgabe ist das Norton Facsimile von Charlton Hinman aus dem Jahr 1968.
Eine Reihe Shakespeare-Stücke waren zwar schon vorher als Quarto-Ausgabe erschienen, aber mit diesem Buch wurde erstmals der Versuch unternommen, alle Dramen zusammen in einer autorisierten Fassung herauszubringen. Insofern ist die Folio heute der literaturwissenschaftlich verlässlichste Text und dient als Grundlage moderner Ausgaben, selbst wenn einige mehr oder weniger sorgfältig gedruckte Kopien schon vorher, zu Shakespeares Lebzeiten, erschienen waren.
Für keine anderen literarischen Werke sind höhere Summen bei Auktionen erzielt worden. Im Oktober 2020 wurde eine Erstausgabe für den Preis von 9,978 Millionen Dollar über das Auktionshaus Christie’s gehandelt. Damit brach diese Auktion den Rekord eines anderen "First Folio"-Exemplares, das 2001 ebenfalls von Christie’s für rund sechs Millionen Dollar versteigert worden war.

## Ben Jonsons Vorbild
Schauspieltexte wurden im 16. und frühen 17. Jahrhundert weniger als Literatur angesehen, denn als Rohmaterial für Theateraufführungen, vergleichbar einem Filmdrehbuch, denn auch hier interessiert den Konsumenten im Normalfall nur der Film, nicht der Text auf dem Papier.
Es war Ben Jonson, der 1616 erstmals seine eigenen Theaterstücke in einer über tausendseitigen Anthologie veröffentlichte und sie zudem nicht nur Stücke nannte, sondern Werke (works). Das war eine kühne Neuerung, entsprechend Jonsons Einschätzung seiner eigenen Bedeutung für das kulturelle Leben.
Shakespeares Folio war dann das zweite derartige Unternehmen, und seine Kollegen versicherten sich dafür auch Ben Jonsons Unterstützung. Ein literarisches Werk zeichnete sich damals dadurch aus, dass es ein oder mehrere Vorworte und eine Widmung hatte. Und so konnte auch die First Folio diese Attribute vorweisen. Ben Jonson schrieb das Vorwort An den Leser, zudem wird die Sammlung der Dramen durch einige Lobgedichte eingeleitet, darunter die berühmten Zeilen von Ben Jonson, in denen er Shakespeare als zeitlosen Dichter bezeichnet (He was not of an age but for all time). Gewidmet ist es dem Earl of Pembroke und dessen Bruder, dem Earl of Montgomery, sowie der großen und vielseitigen Leserschaft.
Heminge und Condell berichten in einem weiteren Vorwort von ihren eigenen Erfahrungen mit William Shakespeare und erzählen, wie bei ihm Geist und Hand zusammenwirkten, und wie er seine Gedanken mit so leichter Hand zu Papier brachte, dass er niemals etwas korrigieren musste.
Zudem ist das Buch von einem Porträt Shakespeares auf der Titelseite geschmückt (nicht außen, der Ledereinband konnte nicht bedruckt werden), einem Stich von Martin Droeshout (gesprochen [ˈdruːʃaʊt]). Dies ist neben dem vermutlich ebenfalls authentischen Chandos-Porträt das einzige zeitgenössische Bild Shakespeares, das wir kennen. Andere Bilder sind entweder der Fantasie entsprungen, oder es sind inspirierte Kopien des Droeshout-Porträts.

## Herausgeberische Überlegungen

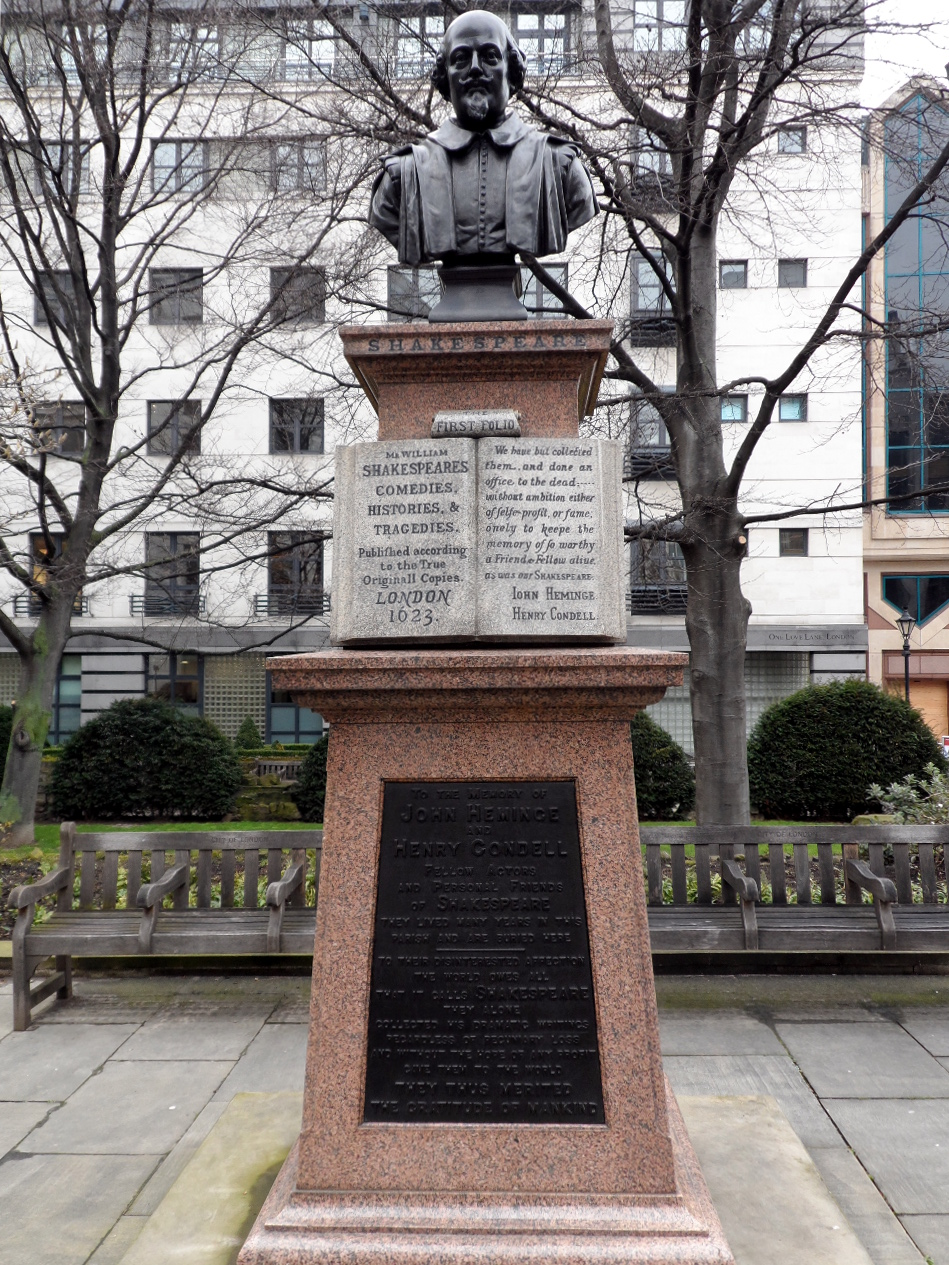
Denkmal für Shakespeare mit Würdigung der Drucker John Heminge und Henry Condell auf der Platte am Sockel

Das Buch der First Folio (in der Literaturwissenschaft als F1 bekannt) enthält 36 Dramen Shakespeares, die nach dem Vorwort der Schauspielerkollegen Heminges und Condell zusammengestellt (collected) wurden und von mindestens fünf Mitgliedern der Druckergilde (stationers) William Jaggard, seinem Sohn Isaac Jaggard, Edward Blount, William Aspley und John Smethwick gedruckt worden sein müssen. William Jaggards Beteiligung erschien manchen Fachleuten ungewöhnlich, da nicht nur seine eher problematische Beziehung zum Werke-Kanon Shakespeares bekannt ist, sondern auch seine suspekte Zusammenstellung in „The Passionate Pilgrim“ 1599, 1612 und 1619, von zehn falschen Shakespeare-Stücken (manche mit falschen Daten und Titelseiten). Man geht davon aus, dass die Drucklegung der First Folio auch für damalige Verhältnisse solch eine gewaltige Aufgabe war, dass sie ohne die Erfahrung des Jaggardschen Druckhauses nicht zu bewältigen war. (William Jaggard war 1623 bereits alt, schwach und blind und starb einen Monat vor Fertigstellung der First Folio). Die First Folio kann nicht als ein grundsätzlich besserer bzw. maßgeblicherer Text angesehen werden als die vorausgehenden Quartos. In vielen der Stücke der First Folio können ausgelassene Zeilen, Fehldrucke und Textverfälschungen ebenso wie in den Quartos festgestellt werden.
Es ist nicht bekannt, auf welche Weise Heminges und Condell an die Hälfte der bis dato nie veröffentlichten Werke Shakespeares gelangt sind. Die Liste der Werke ist nach heutigem Kenntnisstand nicht vollständig, es fehlen Dramen wie Pericles und Die beiden edlen Vettern. Auch wissen wir nicht, wie viele weitere Stücke Shakespeare geschrieben hat, die nicht veröffentlicht wurden und verloren sind. Doch müssen wir davon ausgehen, dass die Herausgeber bei dieser Gedenkausgabe für ihren berühmten Kollegen größtmögliche Sorgfalt walten ließen.
Die Folio stellt eines der bedeutendsten Bücher der englischen, vielleicht sogar der gesamten Literatur, dar. Ohne sie besäßen wir heute nicht einmal von der Hälfte der Stücke Shakespeares Kenntnis. Eine zweite Ausgabe der Folio erschien im Jahre 1632 (Second Folio, in der Literaturwissenschaft als F2 bekannt), die dritte (Third Folio F3, die erstmals das Drama Pericles enthält) 1663, und die vierte (F4) 1685.

## Das Verzeichnis der Stücke

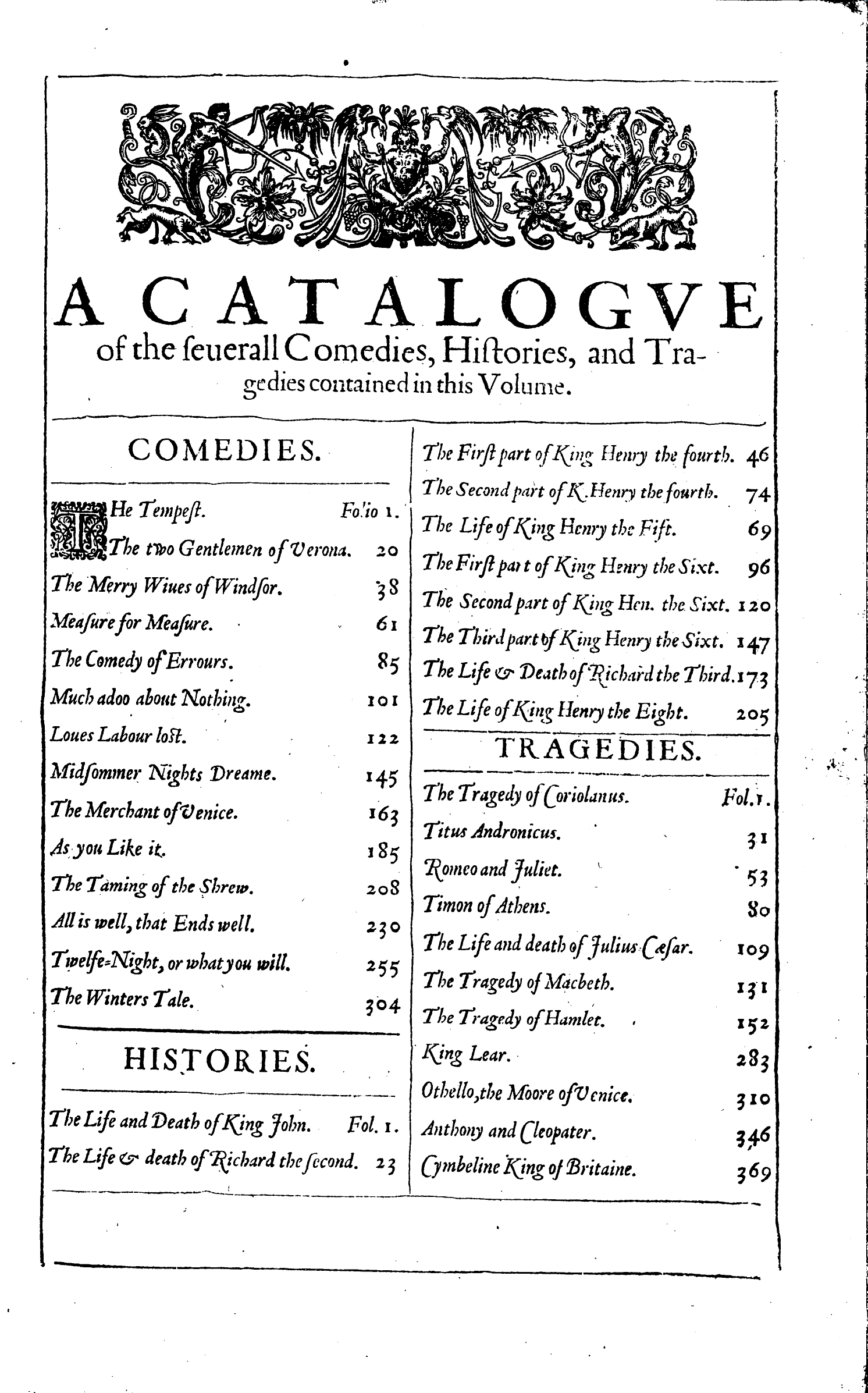
Inhaltsverzeichnis mit Gliederung der Stücke, Seite [xvii

Auflistung der 36 Dramen von William Shakespeare in der First-Folio-Ausgabe in originaler Reihenfolge und Orthografie, nach dem Inhaltsverzeichnis (Catalogve).
Comedies
1. The Tempest.
2. The two Gentlemen of Verona.
3. The Merry Wiues of Windsor.
4. Measure for Measure.
5. The Comedy of Errours.
6. Much adoo about Nothing.
7. Loues Labour lost.
8. Midsommer Nights Dreame.
9. The Merchant of Venice.
10. As you Like it.
11. The Taming of the Shrew.
12. All is Well, that Ends Well.
13. Twelfe=Night, or what you will.
14. The Winters Tale.

Histories
1. The Life and Death of King John.
2. The Life & death of Richard the second.
3. The First Part of King Henry the fourth.
4. The Second Part of K. Henry the fourth.
5. The Life of King Henry the fift.
6. The First part of King Henry the Sixt.
7. The Second part of King Hen. the Sixt.
8. The Third part of King Henry the Sixt.
9. The Life & Death of Richard the Third.
10. The Life of King Henry the Eight.

Tragedies
1. The Tragedy of Coriolanus.
2. Titus Andronicus.
3. Romeo and Juliet.
4. Timon of Athens.
5. The Life and death of Julius Caesar.
6. The Tragedy of Macbeth.
7. The Tragedy of Hamlet.
8. King Lear.
9. Othello, the Moore of Venice.
10. Anthony and Cleopater.
11. Cymbeline King of Britaine.

Die Namen der Hauptdarsteller in all diesen Stücken:
- Iohn Hemmings.
- Augustine Phillips.
- William Kempe.
- Thomas Poope.
- George Bryan.
- Henry Condell.
- William Slye.
- Richard Cowley.
- Iohn Lowine.
- Samuel Crosse.
- Alexander Cooke.
- Samuel Gilburne.
- Robert Armin.

The Tragedie of Troylus and Cressida ist im Inhaltsverzeichnis nicht genannt, steht aber in der Ausgabe zwischen den Historien und den Tragödien. Wahrscheinlich ist das Stück dort erst nachträglich eingefügt worden, nachdem der Rest des Buches bereits gesetzt war.